# Mackenzie Astin
Mackenzie Alexander Astin (Los Angeles, 12 mei 1973) is een Amerikaans acteur. 

## Biografie
Astin werd geboren in Los Angeles als zoon van Patty Duke en John Astin, en is een jongere broer van Sean Astin. Hij doorliep de high school aan de Emerson Middle School en aan de University High School, beide in Los Angeles. Van 2005 tot en met 2010 werkte hij samen met zijn vader, directeur van de Program in Theatre Arts and Studies aan de Johns Hopkins-universiteit in Baltimore (Maryland). 
Astin begon in 1982 met acteren in de film Lois Gibbs and the Love Canal, waarna hij nog meerdere rollen speelde in films en televisieseries. Hij is vooral bekend van zijn rol als Andy Moffett in de televisieserie The Facts of Life waar hij in 72 afleveringen speelde (1985-1988). In 1986 won hij met deze rol een Young Artist Award in de categorie Beste Jonge Acteur in een Bijrol in een Televisieserie. 

## Filmografie

### Film
Uitgezonderd korte films.
- 2022: Safe Room - als Dominic
- 2021: Montford: The Chickasaw Rancher - als luitenant Pratt
- 2019: The 6th Degree - als Mack
- 2018: Fishbowl - als vader met hond
- 2018: The Maestro - als Sam Herst
- 2018: Hooked - als John Edwards
- 2017: Captain Black - als mispunt aan tafel
- 2017: The Honor Farm - als dr. Meyer
- 2016: Te Ata - als Clyde Fisher
- 2016: Moments of Clarity - als pastoor Paul
- 2016: Do You Take This Man - als Jacob
- 2016: Welcome to the Men's Group - als Tom
- 2015: Windsor - als Harry Barnett
- 2015: Daddy - als Paul
- 2015: Zoey to the Max - als David Manning
- 2015: Stag Hunt - als Spencer
- 2015: Remember the Sultana - als J. Walter Elliot / George Clarkson (stemmen)
- 2013: Miracle at Gate 213 - als Mike
- 2013: D-TEC: Pilot - als Abbott
- 2013: Lonely Boy - als Bob
- 2012: Elf-Man - als Eric
- 2012: Hell and Mr. Fudge - als Edward Fudge
- 2012: Singled Out - als Ethan
- 2008: The Four Children of Tander Welch - als William Dane
- 2007: The Final Season - als Chip Dolan
- 2006: Military Intelligence and You! - als majoor Mitch Dunning
- 2006: In from the Night - als Rob Miller
- 2004: Love's Enduring Promise - als Grant Thomas
- 2004: Off the Lip - als Brad
- 2003: How to Deal - als Lewis Warsher
- 2003: Welcome 2 Ibiza - als Nick
- 2003: Two Days - als Stephen Bell
- 2002: The Month of August - als Nick
- 2001: Everything But the Girl - als Bennett
- 2001: The Zeros - als Joe
- 2001: Laughter on the 23rd Floor - als Lucus Brickman
- 2000: Stranger Than Fiction - als Jared Roth
- 1999: The Mating Habits of the Earthbound Human - als Billy
- 1999: Selma, Lord, Selma - als Jonathan Daniels
- 1998: The Last Days of Disco - als Jimmy
- 1998: The Long Island Incident - als Kevin McCarthy
- 1996: In Love and War - als Henry Villard
- 1996: The Evening Star - als Teddy Horton
- 1996: Dream for an Insomniac - als David Shrader
- 1995: Harrison Bergeron - als golfkampioen
- 1994: Wyatt Earp - als Francis O'Rourke
- 1994: Iron Will - als Will Stoneman
- 1992: A Child Lost Forever: The Jerry Sherwood Story - als Dennis Sherwood
- 1987:  The Garbage Pail Kids Movie - als Dodger
- 1987: The Facts of Life Down Under - als Andy Moffett
- 1985: I Dream of Jeannie... Fifteen Years Later - als T.J. Nelson
- 1982: Lois Gibbs and the Love Canal - als Tony Belinski

### Televisie
Uitgezonderd eenmalige gastrollen.
- 2023: The Blacklist - als Jonathan Pritchard - 7 afl.
- 2023: Love & Death - als Tom O'Connell - 3 afl.
- 2021: Fantasy Island - als Nathen - 2 afl.
- 2021: You - als Gil Brigham - 4 afl.
- 2020: Teenage Bounty Hunters - als Anderson Wesley - 10 afl.
- 2019: The Loudest Voice - als John Moody - 5 afl.
- 2018: Homeland - als Bill Dunn - 6 afl.
- 2016-2018: The Magicians - als Richard - 15 afl.
- 2015-2016: Rosewood - als dr. Max Cahn - 3 afl.
- 2014-2017: Scandal - als Noah Baker - 9 afl.
- 2011: Grey's Anatomy - als Danny Wilson - 2 afl.
- 2001: First Years - als Warren Harrison - 2 afl.
- 1985-1988: The Facts of Life - als Andy Moffett - 72 afl.

- Biblioteca Nacional de España: XX1296095
- Bibliothèque nationale de France: cb14041849b (data)
- Gemeinsame Normdatei: 1026075467
- International Standard Name Identifier: 0000 0001 1567 1948
- Library of Congress Control Number: no99087136
- Nationale Bibliotheek van Tsjechië: xx0149822
- Nederlandse Thesaurus van Auteursnamen: 143119974
- SNAC: w6fr3602
- Système universitaire de documentation: 134361520
- Virtual International Authority File: 37117608
- WorldCat: E39PBJf8rh6FMgmmdyhWbXhCQq